# Обертюркгаймський тунель
48°46′55″ пн. ш. 9°11′13″ сх. д. / 48.782° пн. ш. 9.187° сх. д.
Обертюркгаймський тунель (також тунель Обер-/Унтертюркгайм, нім. Tunnel Obertürkheim) — залізничний тунель довжиною 5,5 км, призначений для сполучення станції Штутгарт-Головний з коліями в долині Неккар поблизу Обер- і Унтертюркгайма в рамках проекту Штутгарт 21. 

Згідно інформації Deutsche Bahn, контракт на будівництво дільниці, яка побудована з використанням тунелепрохідницьких машин та новоавстрійським методом прокладання тунелів, укладено 30 липня 2011 року. 
Початкова вартість контракту пізніше була визначена — 296,4 мільйона євро. 

4 грудня 2013 року розпочато будівництво Обертюркгаймського тунелю, першого тунелю проекту Штутгарт 21. 

Перша збойка відбулась в березні 2017 року. 

Згідно з проектом, пройдено 11,5 км із загальних 12,0 км тунелів і поперечних проходів ; проходка завершена на відгалуженні Унтертюркгайм (станом на жовтень 2021 р.). 

Після проходки тунелю виконуються внутрішні роботи та монтаж залізничного обладнання.
Запланована вартість будівлі на кінець 2013 року була заявлена в 350 мільйонів євро. 

## Маршрут

Схема тунелю від станції Штутгарт-Головний

Короткий чотириколійний відтінок Фільдерського тунелю сполучено зі станцією Штутгарт-Головний від пікету 0,432 км. 

Дві галереї спочатку містять дві колії кожна, які потім розділяються на дві одноколійні галереї у розгалуженій структурі завдовжки 240 м. 

На пікеті 0,66 км колія в напрямку до Обертюркгайма (звідси як тунель Обертюркгайм) відгалужується від колії Філдерського тунелю що прямує до Ульма. 

Починаючи з пікету 0,7 км і далі, дві одноколійні галереї Обертюркгаймського тунелю прямують окремо. 

Галерея до Обертюркгайма спочатку прямує на південний захід від галереї Фільдерського тунелю, яка прямує до аеропорту в правому повороті, який перетворюється на пряму перед тим, як досягти двох тунельних галерей Фільдертунелю, які знаходяться приблизно на 14 м 

вище на пікеті 1,0 км 
у східному напрямку під лівим поворотом. 

Портали в Обертюркгаймі розташовані: 48°46′17″ пн. ш. 9°15′37″ сх. д. / 48.77139° пн. ш. 9.26028° сх. д., портали в Унтертюркгаймі – 48°47′01″ пн. ш. 9°14′52″ сх. д. / 48.78361° пн. ш. 9.24778° сх. д..